# Senyor de la torre
El senyor de la torre era el governador d'un districte rural de l'Imperi Hitita. Segons Trevor Bryce el nom en hitita era BEL MADGALTI, literalment "Senyor de les torres de guaita".
Tenia sota el seu comandament a oficials dugud, cada un dels quals comandava uns quants soldats. La responsabilitat de la fortalesa principal era del senyor, que havia de vigilar el manteniment del lloc en bon estat i controlar la fusta i la intendència i els edificis. També tenia control sobre els temples, els jardins, els horts, i els banys. Els sacerdots de Sanga, els sacerdots de Gudu i les sacerdotesses siwanzanna (šiwanzanna) li havien de presentar un informe i en cas que no acomplissin les seves obligacions havia d'assumir personalment la seva feina.
El jutge principal del lloc era el maškim però el senyor de la torre també podia jutjar i per això havia de viatjar pel districte i fer els judicis en arribar a cada lloc. El senyor de la torre tenia també una espècie de patronatge sobre els soldats establerts des d'altres districtes (per exemple a les "Instruccions d'Anarwandas s'esmenten Kasiyaya o Kašiyaya, Himmuwa, Tegarama, i Isuwa o Išuwaya). Als que s'establien de nou al districte el senyor els havia de donar una exempció de tres anys de taxes i els havia d'ajudar a l'establiment (però el primer any s'havien de mantenir per si mateixos i el senyor controlava que el cultiu es fes correctament; el que abandonava el districte i deixava les terres, les havia de reassignar a nou vinguts o als ja establerts.